# 广播电视最高委员会
广播电视最高委员会（土耳其語：Radyo ve Televizyon Üst Kurulu）是土耳其监测、管制和制裁无线电和电视广播的国家机构。广播电视最高委员会成立于1994年，由土耳其大国民议会选举出来的九名成员组成。广播电视最高委员会总部位于安卡拉，在伊斯坦布尔、伊兹密尔和迪亚巴克尔设有办事处。
电信和信息技术部门隶属于另一个国家机构信息和通信技术局（BTK）。
广播电视最高委员会最近发起成立了两个视听媒体服务领域的国际性论坛，2009年在拥有12个成员的黑海经济合作组织(BSEC)下成立了黑海广播监管机构论坛（BRAF），2011年在拥有57个成员的伊斯兰合作组织（OIC）下成立了伊斯兰国家广播监管机构论坛（IBRAF）。